# Elaphropeza cattiensis
Elaphropeza cattiensis är en tvåvingeart som beskrevs av Patrick Grootaert och Igor Shamshev 2009. Elaphropeza cattiensis ingår i släktet Elaphropeza och familjen puckeldansflugor. Inga underarter finns listade i Catalogue of Life.